# Rezerwat przyrody Giwat ha-More
Rezerwat przyrody Giwat ha-More (hebr. שמורת גבעת המורה, Szemurat Giwat ha-More) – rezerwat przyrody chroniący zespół leśny na Giwat ha-More w Dolnej Galilei, na północy Izraela.

## Położenie
Rezerwat przyrody jest położony na północnych zboczach Giwat ha-More (515 metrów n.p.m.), która samotnie wznosi się we wschodnim krańcu Doliny Jezreel w Dolnej Galilei, na północy Izraela. W jego otoczeniu znajdują się beduińskie wioski Ad-Dahi i Na’in, oraz strefa przemysłowa Alon Tawor i baza wojskowa Na’ura.

## Rezerwat przyrody
Rezerwat został utworzony w dniu 30 czerwca 1976 roku i początkowo zajmował powierzchnię 414 hektarów. W czerwcu 2010 roku z inicjatywy Żydowskiego Funduszu Narodowego jego powierzchnię rozszerzono do 528 hektarów. Występuje tutaj duże stężenie rzadkich gatunków roślin, z których najważniejszym są irysy w odmianie Nazaret. Dla tutejszego krajobrazu charakterystyczne są trawiaste łąki oraz gaje drzew - terebinty i szarańczyny strąkowe. Pomiędzy skałami gnieżdżą się góralki.

## Turystyka
Aby dotrzeć do rezerwatu, należy wspiąć się pieszo na Giwat ha-More. Stopień trudności szlaków jest średni. Trasa biegnie umiarkowanie szerokimi ścieżkami i zajmuje około 3,5 godzin pieszo. Na szczycie góry wzniesiono platformę widokową, z której rozciąga się panorama na całą okolicę.

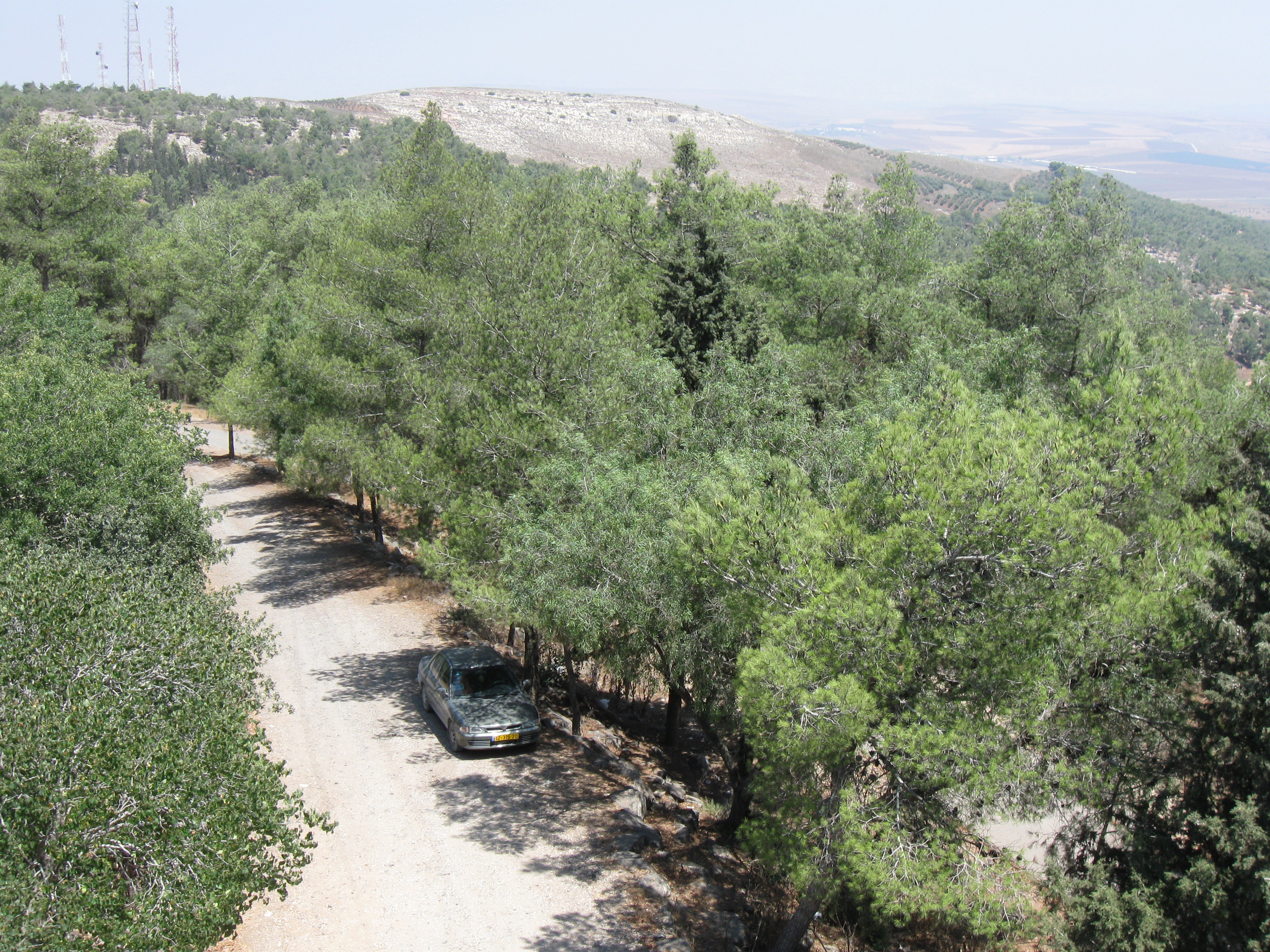
Rezerwat przyrody Giwat ha-More